# Рихард Штраус
Рихард Штраус (Минхен 11. јун 1864 — Гармиш-Партенкирхен 8. септембар 1949) био је немачки композитор и диригент. Сматра се последњим великим немачким романтичарем. Познат је по својим симфонијским поемама и операма.
Важно је одмах напоменути да Рихард Штраус није ни у каквом сродству са Јоханом Штраусом, било оцем било сином.

## Биографија

### Детињство и младост
Рихард Штраус је рођен 11. јуна 1864. године у Минхену. Његов отац, Франц Штраус, био је хорниста у Минхенској дворској опери, те је свирао, под Биловом, и на премијерама чувених Вагнерових дела „Тристан и Изолда“ и „Мајстори певачи из Нирнберга“, иако је, као строг музички конзервативац, мрзео Вагнерову музику. Такође му није лежала ни тежина ових дела; „Мајстори певачи“ су имали 26 проба, што је значило да је Франц Штраус, као хорниста на кога су се сви ослањали, морао сваки дан током читавог месеца да седи у рупи за оркестар, а пробе су трајале веома дуго - често дужи део дана. „Једног дана“, пише Рихард Штраус, „Вагнер је пролазио поред хорниста и пролазећи им добацио: „Вечито намргођени, ови хорнисти.“ Мој отац ће на то: „Имамо сваки разлог да то будемо.“ “ Вагнер је и поред тога ценио Франца Штрауса, рекавши: „Овај Штраус је неподношљив човек, али кад засвира, не може се на њега љутити.“ Над дан Вагнерове смрти, Штраус је био једини члан оркестра који је одбио да устане из поштовања према преминулом композитору.
Франц Штраус је свом сину обезбедио солидно музичко образовање. Већ у петој години, Рихард је узимао часове клавира код Аугуста Томбоа, а у седмој – виолине код Бена Валтера. Уз то, у шестој години, почео је и да компонује. Од 1874. до 1882. године, похађао је гимназију. За то време, написао је своје прве композиције, прва камерна дела. Његово школовање, међутим, било је под строгим очевим надзором и углавном ограничено на дела класичних композитора: Хајдна, Моцарта и Бетовена. Тек у шеснаестој години је Рихард успео да се, упркос очевом негодовању, дочепа партитуре Вагнеровог „Тристана“, који му је истински отворио уши за снагу музике. Занимљиво је, дакле, да је Штраус тако брзо успео да се отресе од оца наслеђене мржње према Вагнеру (раније је за „Зигфрида“ рекао: „Ту нема ни трага кохерентне мелодије… потпуни хаос, рекао бих“).. Као награда за матурирање гимназије, Франц Штраус је веома нерадо повео Рихарда са собом у Бајројт на извођење „Парсифала“; ту је он први и последњи пут у своме животу срео маестра Вагнера, али се једноставно није усудио, због оца, да се с њим упозна - за ово ће жалити до краја својих дана.
После матуре, извесно време је на универзитету слушао предавања из историје културе, историје књижевности и филозофије. Од 1884. године, почиње његов интензиван стваралачки рад.

### Зреле године
Рихард Штраус је за живота био велики диригент. Уз Густава Малера и Артура Тосканинија, највећи у своје време. Својим талентом, премостио је јаз који је настао смрћу првог, а пре дефинитивне афирмације другог. Концертирао је по многим Европским музичким престоницама, а и у САД. Врхунци његове диригентске уметности, везују се за Минхенску Оперу, Берлинску Дворску Оперу и Бечку Државну Оперу. У Берлину је од 1908. године био генерални музички директор, а од 1917. до 1920. године, предавао је композицију на Високој музичкој школи.

### Доба нацизма
Однос Штрауса према Трећем рајху и Националсоцијалистичкој партији је ствар о којој се често расправља: Штраус себе свакако није сматрао припадником „више расе“, а није био ни изјашњени антисемита; међутим, он се није ни отуђио од нове управе. Године 1933, Гебелс је Штрауса именовао председником Коморе за музику Рајха. Министар пропаганде је рачунао да ће Штраусов углед допринети нацистичком у очима светске јавности, а Штраусу су повластице и могућности које је његов нов положај донео свакако биле добродошле; на крају, обе стране су се разочарале: Гебелс је признао да им Штраус није донео толико добра колико се надао, а Штраус је постао омражен широм света због свог улагивања нацистима. Да ли је са Штраусове стране то био известан опортунизам, или, што је вероватније, покушај да заштити своју снају Алис, која је била јеврејског порекла, не може се тачно утврдити.
Након смрти његовог доброг пријатеља, писца Хуга фон Хофманстала, који је написао либрета за многа његова дела, Штраус је почео да сарађује са књижевником Штефаном Цвајгом. Цвајг је написао либрето за „Ћутљиву жену“, једно од Штраусових мање успешних дела. Када је 1935. године требало да буде премијера овог дела, нацистичке власти су захтевале од Штрауса да избаци из списка аутора и извођача име Цвајга, који је био Јеврејин; Штраус је хладнокрвно одбио, услед чега је премијера пропала (Хитлер лично је требало да присуствује, али није дошао због овог Штраусовог поступка). Цвајгу је написао писмо подршке у коме отворено говори против нациста: „За мене на свету постоје само две врсте људи: они који имају талента, и они који га немају!“ Цвајг никада није примио писмо: пресрео га је Гестапо и оно је завршило на Хитлеровом столу. Штраус је покушао да спасе свој положај тако што је написао једно злосрећно писмо Фиреру, али ни то му није помогло; већ следећег дана смењен је са положаја. Званично објашњење било је да је сам тражио да се пензионише због старости и слабог здравља.
Штраус је ипак написао химну за Олимпијске игре 1936. године, које су одржане у Берлину; у то време је написао и оперу „Дан мира“, која подсећа на радост коју је донео крај Тридесетогодишњег рата - овај поступак, којим је Штраус славио пацифизам скоро пред само избијање Другог светског рата, сматра се веома храбрим.
Штраус је ужасе рата заиста схватио тек онда када су стигли и у свет музике: 1943. године је, приликом бомбардовања Минхена, срушено Народно позориште - за које је Штраус био јако везан, где је био диригент и где је премијерно изведено неколико његових опера. Недуго након завршетка рата, компоновао је „Метаморфозе“, дело за 23 соло гудача, као јецај за срушеним позориштем (мада је било, у то време, критичара на западу који су били убеђени да „Метаморфозе“ представљају туговање због пропасти Хитлеровог режима; не постоји ни једна чињеница која подржава ову тврдњу).

### Послератни период и смрт
Одмах по завршетку рата, Штраус је са породицом пребегао у Швајцарску: био је званичник Трећег рајха и хтео је да се поштеди процеса денацификације. Касније се ипак вратио у Немачку.
Последњих година свога живота, готово да није концертирао, већ је живео повучено у својој вили у Гармишу, где је и умро после богатог и испуњеног живота, у дубокој старости, 8. септембра 1949. године.
Но, Рихард Штраус је остао славан композитор. Поред првих камерних дела, извесног броја соло-песама и солистичких концерата, његово се стваралаштво дели на два велика периода, која се не могу временски строго ограничити, а која обухватају два за Штрауса најкарактеристичнија музичка рода: симфонијску поему и оперу.
Штраусови остаци су кремирани. Урна је сахрањена на гробљу Гармиш у Гармиш-Партенкирхену у гробу у којем су његова супруга Полина, њихов син Франц (1898–1980) и његова супруга Алиса (1904–1991), унук Ричард (1927–2007) и чија супруга Габријела , рођена Хотер (1939-2020), као и унук Кристијан (1932-2020) и његова супруга Брижит, рођена Екард (1925-1988), сахрањени су.

## Дела

### Инструментална музика и симфонијске поеме
Први период обухватају његове симфонијске поеме. Штраус је пошао од оне тачке до које је стигао творац овог музичког облика – Франц Лист, да би га у свом стилу развио до врхунца.
После младалачке симфонијске поеме Из Италије, уследило је прво ремек – дело на овом подручју – Дон Жуан (настало 1888. године). Штраус се овде није користио Молијеровим и Моцартовим узором, већ се ослањао на текст Николауса Ленауа, у коме легендарни заводник својевољно одлази у смрт, засићен животом. Импозантна је тема Дона Ане из ове поеме, а сам Рихард Штраус је дуго година касније дириговао ово дело. Следе симфонијске поеме Смрт и преображење (1889), у којој Штраус музиком ефектно дочарава драму последње човекове битке, смрт и спасење душе, те Магбет (1890), према Шекспиру, нажалост, мање успело дело. Са поемом Весели Доживљаји Тила Ојленшпигла (1895), Штраус је постигао своје друго ремек – дело. У њему музиком приказује згоде и незгоде једног шерета, немачког Петрице Керемпуха, од сцене на пијаци, преко изругивања професорима, све до извођења пред судије, осуде на смрт и погубљења на лицу места. Карактеристични су Тилови мотиви био једном и непоправљив, који се понављају при свакој новој сцени. Дело је одмах стекло огромну популарност, али Штраус још није рекао све на овом подручју. Следи опсежна поема Тако је говорио Заратустра (1896), према Ничеу, у којој Штраус износи и своје филозофске погледе. Импозантна је прва тема природе и рађања сунца на почетку дела, потцртана ударима тимпана, те тема науке изражена фугом на тешку басовску тему. Врхунац на пољу симфонијске поеме, Штраус постиже делом Дон Кихот (1898), где тему витеза доноси виолончело, а тему његовог штитоноше Санча Пансе доноси одабрана инструментација: виола, баскларинет и туба. Дело носи поднаслов фантастичне варијације на једну тему витешког карактера и кроз увод и десет варијација, нижу се у витезовој машти све догодовштине, од снова о Дулчинеји, преко борбе са стадом оваца и ветрењачама (чувена је употреба такозване машине за ветар), до борбе са Витезом Плавог Месеца и финала и Дон Кихотовог спокојног одласка у смрт.
Следећи покушаји Рихарда Штрауса на овом подручју су се изјаловили све до 1945. године. До тада су настала само два дела осредње вредности:Симфонија Доместика (1903), у којој Штраус дочарава призоре из породичног живота, те Алпска Симфонија (1915), нажалост, веома развучена.
Најзад, 1945. године, композитор завршава овај низ поема импозантним делом за гудачки оркестар, Метаморфозе, којим се величанствено опрашта од једног златног периода у историји музике.

### Опера
Други период – Штраус ХХ века – припада оперској музици. Штраус је дао значајан допринос развоју опере у протеклом веку, а сарађивао је са либретистима Хугом Фон Хофманшталом, са којим је остварио своја најбоља дела, а у позним годинама и са Јозефом Грегором.
После првих опера, Гунтрам (1894) и Пожар (1901), настаје прво популарно дело, Салома (1905), према Оскару Вајлду. Опера је писана у једном чину, а из ње је популарна Игра седам велова, у ритму валцера. Следи опера Електра (1908), према Еурипиду, а опером Каваљер с ружом (1910), Штраус постиже врхунац у својој оперској уметности. У овој музичкој комедији Штраус нам приказује Беч маријатерезијанског раздобља, са свим његовим интригама. Занимљиво је да је и овде Штраус користио валцер, који у Бечу тога времена није постојао. После ове опере, следи читав низ остварења: Аријадна на Наксосу (1912, прерађена 1917. године), Жена без сенке (1919), Интермецо (1924), за коју је сам композитор написао либрето, а у којој обрађује призор из свог брачног живота. Следе Египатска Јелена (1928), митолошке садржине, Арабела (1932), лирска комедија у три чина, пандан Каваљеру с ружом, Ћутљива жена (1935), Дан мира (1938), Дафне (настала такође 1938. године), Данајина љубав (1940) и последња опера, Капричо (1942), са тематиком из 18 века. То је једна варијанта Версајских Емпромптија.
- Гунтрам, Оп. 25 (1894)
- Пожар, Оп. 50 (1901)
- Салома, Оп. 54 (1905)
- Електра, Оп. 58 (1909)
- Каваљер с ружом, Оп. 59 (1910)
- Аријадна на Наксосу, Оп. 60 (1912)
- Жена без сенке, Оп. 65 (1918)
- Интермецо, Оп. 72 (1923)
- Египатска Јелена, Оп. 75 (1928)
- Арабела, Оп. 79 (1932)
- Ћутљива жена, Оп. 80 (1934)
- Дан мира, Оп. 81 (1936)
- Дафне, Оп. 82 (1937)
- Данајина љубав, Оп. 83 (1940)
- Капричо, Оп. 85 (1941)

### Песме
Осим што је писао инструменталну музику, Штраус је написао и неких две стотине соло песама. Међу њима се нарочито истичу такозване „Четири последње песме“, компоноване на стихове Хермана Хесеа („Пролеће“, „Септембар“ и „Пред сном“) и Јозефа фон Ајхендорфа (последња песма, „Предвечерје“). Иако се обично изводе у овом распореду, он хронолошки није исправан (на пример, песма „Предвечерје“, иако се изводи последња, у ствари је написана прва); нема никаквих наговештаја да је сам Штраус осмислио такав распоред - он је дело каснијих извођача. Такође нема ни наговештаја да је Штраус ове четири песме икад замислио као јединствено дело. Све четири су написане 1948. године и представљају његова последња дела, а заједничка им је тема смрти. Одликује их спокојна, смирена атмосфера, а на крају „Предвечерја“ Штраус музички цитира сопствену тонску поему „Смрт и преображење“.